# La Dame de pique
La Dame de pique és una pel·lícula francesa del 1965 dirigida per Léonard Keigel. Va formar part de la selecció oficial del Festival Internacional de Cinema de Sant Sebastià 1965.

## Sinopsi
La comtessa Anne Fédotovna és una jugadora compulsiva i desafortunada. Un misteriós personatge revela una martingala que li permet guanyar amb seguretat, però només una vegada i sempre que no reveli el secret ...

## Repartiment
- Dita Parlo: la comtessa Anna Fédotovna
- Michel Subor: Hermann
- Jean Négroni: el comte de Saint-Germain
- Simone Bach: Lisa
- Philippe Lemaire: el duc d'Ayen
- André Charpak: el marit d'Anna
- Bernard Tiphaine: Tomsky
- Patrick Legrand: el duc d'Orléans
- Colette Teissèdre